# 凤凰街道 (玉溪市)
凤凰街道，是中华人民共和国云南省玉溪市红塔区下辖的一个乡镇级行政单位。

## 行政区划
凤凰街道下辖以下地区：
瓦窑社区、葫芦社区、泷水塘社区、葫田社区、高龙潭社区、灵秀社区、葫泉社区、文秀社区、红塔社区、广场社区、紫艺社区、教育社区和胜利社区。